# Steve Meretzky

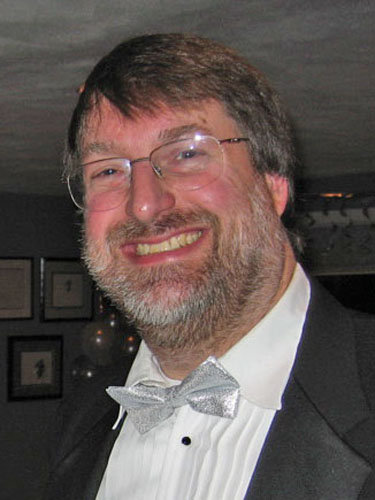
Steve Meretzky 2008

Steven Eric Meretzky (* 11. Mai 1957 in Yonkers, New York) ist ein US-amerikanischer Computerspiele-Entwickler. Er ist als Autor einiger der beliebtesten Spiele der Firma Infocom in den 1980er-Jahren bekannt, herausragend hierbei seine Zusammenarbeit mit Douglas Adams für das Textadventure The Hitchhiker's Guide to the Galaxy. Er ist Mitglied der Science Fiction and Fantasy Writers of America und wurde im September 1999 von der Zeitschrift PC Gamer als einer von fünfundzwanzig „Game Gods“ ausgezeichnet.

## Leben
Meretzky wurde am MIT ausgebildet. Während des Studiums lernte er einige Kommilitonen kennen, die wenig später den Computerspielehersteller Infocom gründeten. Meretzky schloss sein Studium als Bachelor of Science ab und wurde Bauleiter.
Meretzky langweilte sich in seinem Beruf und nahm 1981 eine Tätigkeit in Infocoms Qualitätssicherung an. Nachdem er als freier Mitarbeiter an Zork I und Zork II gearbeitet hatte, bot ihm das Management für Deadline eine Festanstellung an. Nach zwei Jahren in der Qualitätssicherung erhielt er die Chance, ein eigenes Spiel zu schreiben. 1983 veröffentlichte Infocom Meretzkys überaus erfolgreiches Science-Fiction-Adventure Planetfall, durch welches Douglas Adams auf ihn aufmerksam wurde. Meretzkys nächstes Projekt war Sorcerer, der Nachfolger zu Dave Leblings Enchanter. Noch während Lebling an seinem Spiel arbeitete, fragte Meretzky an, ob er einen Nachfolger gestalten könne, und erhielt den Zuschlag.
1984 begannen Meretzky und Adams mit der Arbeit am Textadventure zu Per Anhalter durch die Galaxis, welches eines der meistverkauften Spiele seiner Zeit werden sollte. Meretzky kam zu diesem Projekt, weil er zum Zeitpunkt von Adams’ Anfrage kein laufendes Projekt hatte und mit Planetfall ein humorvolles SCience-Fiction-Adventure vorweisen konnte, das Adams zusätzlich auch noch vertraut war.
Weitere erwähnenswerte Meretzky-Spiele für Infocom sind Leather Goddesses of Phobos, das preisgekrönte A Mind Forever Voyaging sowie Zork Zero. Im Rahmen des Zork-Franchises schrieb Meretzky 1983 und 1984 vier Spielbücher für Tor Books.
Nach der Liquidierung Infocoms durch den Eigentümer Activision folgte er 1989 Bob Bates zu dessen neu gegründeter Firma Legend Entertainment, für die er einige Adventures entwarf.
1994 verließ er Legend und gründete Boffo Games, für die er einige Spiele entwickelte, die Firma wurde jedoch bereits nach wenigen Jahren wieder aufgelöst. Daraufhin wechselte er als Berater und Spieldesigner zu WorldWinner. Als freier Berater wurde er 1997 von Blizzard engagiert, um die Konzeption ihres geplanten und schon ein Jahr in Produktion befindlichen Point-and-Click-Adventures Warcraft Adventures: Lord of the Clans zu überarbeiten. Das Projekt wurde allerdings 1998 wegen Zeitmangel und technischer Schwächen eingestellt. Das 2001 von ihm für WorldWinner entwickelte Kartenspiel Catch 21 wurde 2008 zu einer Fernsehsendung des US-Fernsehkanals Game Show Network (GSN) weiterentwickelt. Später schloss er sich Blue Fang Games an und arbeitete an der Zoo-Tycoon-Reihe, die von Microsoft für den PC veröffentlicht wurde. Im November 2016 wurde er Vice President for Design beim britischen Onlinespieleanbieter King Digital Entertainment.
Meretzky ist Gründungsmitglied der Computer Game Developers Association und wird häufig als Redner bei Veranstaltungen wie der Game Developers Conference gebucht. Er spielte sich selbst im Musikvideo zu It Is Pitch Dark von MC Frontalot, einem Rapsong, der mehrere Textadventures von Meretzky zitiert.

## Werk
Bei den folgenden Spielen war Meretzky der Hauptentwickler bzw. Kreativchef:

### Infocom
- Planetfall (1983)
- Sorcerer (1984)
- The Hitchhiker’s Guide to the Galaxy (1984)
- A Mind Forever Voyaging (1985)
- Leather Goddesses of Phobos (1986)
- Stationfall (1987), Infocom
- Zork Zero: The Revenge of Megaboz (1988)
- Lane Mastodon vs. the Blubbermen (1988)

### Activision
- Leather Goddesses of Phobos 2 (1992)

### Legend Entertainment
- Spellcasting 101 (1990)
- Spellcasting 201 (1991)
- Spellcasting 301 (1992)
- Superhero League of Hoboken (1994)

### Boffo Games
- Hodj 'n' Podj (1995), Virgin Interactive
- The Space Bar (1997), SegaSoft

### WorldWinner (Auszug)
- Catch 21 (2001)
- Word Cubes (2001)
- SwapIt! (2003)
- Skillgammon (2004)
- Haunted Mine (2004)
- Paint Buckets (2005)

### Spielbücher
- 1983: The Forces of Krill: Zork No 1. Tor Books, 1983, ISBN 0-8125-7975-5.
- 1983: Malifestro Quest: Zork No 2. Tor Books, 1983, ISBN 0-8125-7980-1.
- 1983: Cavern of Doom: Zork No 3. Tor Books, 1983, ISBN 0-8125-7985-2.
- 1984: Conquest at Quendor: Zork No 4. Tor Books, 1984, ISBN 0-8125-5989-4.